# Ira Delbert Cotnam
Pour les articles homonymes, voir Cotnam.
Ira Delbert Cotnam (19 décembre 1883-25 février 1966) est un médecin et un homme politique fédéral canadien de l'Ontario. Il représente la circonscription de Renfrew-Nord à titre de député du Parti conservateur du Canada de 1925 à 1935.

## Biographie
Né dans le comté de Pontiac au Québec, Cotnam étudie à l'école secondaire de Pembroke et ensuite à l'Université Queen's de Kingston où il obtient une licence de médecin. Par la suite, il travaille dans des hôpitaux de New York, de Chicago et de Londres. L'Université Queen's le récompense ensuite de la médaille d'or en chirurgie.

## Carrière politique
Élu député et entrant à la Chambre des communes du Canada en 1925, il avait préalablement tenté sa chance en 1921. Réélu en 1926 et en 1930, il est défait par son adversaire de longue date Matthew McKay. Il tente de reprendre son siège sans succès en 1949 et en 1953 à titre de candidat du Parti progressiste-conservateur du Canada.